# Trachinotus ovatus
Liche glauque
Espèce
Statut de conservation UICN

 LC  : Préoccupation mineure
La liche glauque, liche étoile, palomète ou palomine (Trachinotus ovatus) est l'une des espèces de poissons communément appelées liches. Cette espèce appartient à la famille des Carangidae.